# Хоенволд (Тенеси)
Хоенволд (енгл. Hohenwald) град је у америчкој савезној држави Тенеси.

## Демографија
По попису из 2010. године број становника је 3.757, што је 3 (0,1%) становника више него 2000. године.
| Група             | 2000.         | 2010.         |
| Белци             | 3.597 (95,8%) | 3.475 (92,5%) |
| Афроамериканци    | 78 (2,1%)     | 122 (3,2%)    |
| Азијати           | 6 (0,2%)      | 30 (0,8%)     |
| Хиспаноамериканци | 42 (1,1%)     | 76 (2,0%)     |
| Укупно            | 3.754         | 3.757         |